# Vindoli
Vindoli è una frazione del Comune di Leonessa, in provincia di Rieti. Un tempo sotto la provincia dell'Aquila (fino al 1927), poi passò a Rieti insieme ad altri comuni per dare vita alla nuova provincia.
È un paese situato ai piedi del Monte Tolentino, altitudine 1.572 m, circondato dalla catena dell'Appennino Centrale.
La frazione appartiene al Sesto Croce e dista 6,04 km dal Comune di Leonessa. Fa parte delle ville del piano di sopra.

## Festività ed eventi
- Festa in onore al Santissimo Sacramento: festa prettamente religiosa, che raggruppa tutto il paese e le varie frazioni adiacenti; con la partecipazione della banda musicale di Leonessa. Ricorrente la quarta domenica d'agosto.
- Festa di Vindoli: ricorre ogni ultima domenica d'agosto, alla quale tutti gli abitanti del paese partecipano, consumando la tradizionale cena nella piazza del paese: L'Attiola. Seguita dalle tipiche musiche dell'organetto.

## Monumenti
- Il Cristo della Montagna: statua in bronzo realizzata nel 1979, alta 2,50 metri, opera dello scultore Giorgio Fiordelli. Posta dinnanzi la chiesa, laddove finiscono le case ed inizia la strada per il cimitero. È un Cristo dal volto solenne e sereno, con le braccia aperte come ad accogliere un figliol prodigo oppure a proteggere il paese ed i suoi abitanti.

## Abitanti
Gli abitanti Vindolesi sono ormai rimasti pochi a seguito dell’immigrazione nelle grandi città avvenuta dagli anni ottanta in poi.
Le loro origini sono legate ai mestieri dei fabbri e dei falegnami, venivano infatti chiamati con l’accezione negativa di “zingari” in quanto si presentavano sempre macchiati di fuliggine.